# Comuna Ațel, Sibiu
Ațel, mai demult Oțel (în dialectul săsesc Hätselderf, Hâtseldref, în germană Hetzeldorf, „Satul lui Attila”, în maghiară Ecel, se pronunță „Ețel”), este o comună în județul Sibiu, Transilvania, România, formată din satele Ațel (reședința) și Dupuș.

## Demografie
Componența etnică a comunei Ațel
     Români (80,6%)
     Romi (6,81%)
     Germani (4,51%)
     Maghiari (1,27%)
     Alte etnii (0,16%)
     Necunoscută (6,65%)
Componența confesională a comunei Ațel
     Ortodocși (76,64%)
     Penticostali (5,54%)
     Adventiști (3,64%)
     Evanghelici augustani (2,38%)
     Evanghelici luterani (1,19%)
     Evanghelici (1,03%)
     Alte religii (2,22%)
     Necunoscută (7,36%)
Conform recensământului efectuat în 2021, populația comunei Ațel se ridică la 1.263 de locuitori, în scădere față de recensământul anterior din 2011, când fuseseră înregistrați 1.429 de locuitori. Majoritatea locuitorilor sunt români (80,6%), cu minorități de romi (6,81%), germani (4,51%) și maghiari (1,27%), iar pentru 6,65% nu se cunoaște apartenența etnică. Din punct de vedere confesional, majoritatea locuitorilor sunt ortodocși (76,64%), cu minorități de penticostali (5,54%), adventiști (3,64%), evanghelici augustani (2,38%), evanghelici luterani (1,19%) și evanghelici (1,03%), iar pentru 7,36% nu se cunoaște apartenența confesională.

## Politică și administrație
Comuna Ațel este administrată de un primar și un consiliu local compus din 11 consilieri. Primarul, Ioan-Ovidiu Aldea[*], de la Partidul Național Liberal, este în funcție din 2016. Începând cu alegerile locale din 2024, consiliul local are următoarea componență pe partide politice:
|  | Partid                          | Consilieri | Componența Consiliului | Componența Consiliului | Componența Consiliului | Componența Consiliului | Componența Consiliului | Componența Consiliului |
|  | ------------------------------- | ---------- | ---------------------- | ---------------------- | ---------------------- | ---------------------- | ---------------------- | ---------------------- |
|  | Partidul Național Liberal       | 6          |                        |                        |                        |                        |                        |                        |
|  | Partidul Social Democrat        | 4          |                        |                        |                        |                        |                        |                        |
|  | Alianța pentru Unirea Românilor | 1          |                        |                        |                        |                        |                        |                        |

## Primarii comunei
- 1996[8] - 2000 - Costea Ioan, de la CDR
- 2000[9] - 2004 - Costea Ioan, de la CDR
- 2004[10] - 2008 - Moldovan Sergiu Ionel, de la PNL
- 2008[11] - 2012 - Moldovan Sergiu Ionel, de la PNL
- 2012[12] - 2016 - Sergiu Ionel Moldovan, de la USL
- 2016[13] - 2020 - Aldea Ioan-Ovidiu, de la PALD

## Vezi și
- Biserica fortificată din Dupuș
- Biserica fortificată din Ațel